# Championnat d'Irlande du Nord de football 1989-1990
Navigation
Édition précédente Édition suivante
Le 88e Championnat d'Irlande du Nord de football se déroule en 1989-1990. Portadown FC remporte son premier titre de champion d’Irlande du Nord avec un point d’avance sur le deuxième Glenavon FC. Glentoran FC, complète le podium.  
Aucun système de promotion/relégation n’est mis en place.
Avec 19 buts marqués,   Martin McGaughey  de Linfield FC remporte une nouvelle fois le titre de meilleur buteur de la compétition.

## Les 14 clubs participants
| Club             | Stade                 | Capacité | Ville         |
| ---------------- | --------------------- | -------- | ------------- |
| Ards FC          | Castlereagh Park      | 8 000    | Newtownards   |
| Ballymena United | The Showgrounds       | 7 500    | Ballymena     |
| Bangor FC        | Clandeboye Park       | 4 000    | Bangor        |
| Carrick Rangers  | Taylor's Avenue       | 6 000    | Carrickfergus |
| Cliftonville FC  | Solitude              | 7 200    | Belfast       |
| Coleraine FC     | The Showgrounds       | 6 600    | Coleraine     |
| Crusaders FC     | Seaview               | 9 100    | Belfast       |
| Distillery FC    | New Grosvenor Stadium | 8 000    | Lisburn       |
| Glenavon FC      | Mourneview Park       | 7 300    | Lurgan        |
| Glentoran FC     | The Oval              | 14 100   | Belfast       |
| Larne FC         | Inver Park            | 6 000    | Drumahoe      |
| Linfield FC      | Windsor Park          | 20 500   | Belfast       |
| Newry Town       | The Showgrounds       | 6 500    | Newry         |
| Portadown FC     | Shamrock Park         | 5 800    | Portadown     |

## Compétition

### Classement
Le classement est établi sur le barème de points classique (victoire à 3 points, match nul à 1, défaite à 0).
| Rang | Équipe           | Pts | J  | G  | N | P  | Bp | Bc | Diff |
| ---- | ---------------- | --- | -- | -- | - | -- | -- | -- | ---- |
| 1    | Portadown FC     | 55  | 26 | 16 | 7 | 3  | 42 | 17 | +25  |
| 2    | Glenavon FC      | 54  | 26 | 16 | 6 | 4  | 52 | 26 | +26  |
| 3    | Glentoran FC C   | 44  | 26 | 12 | 8 | 6  | 43 | 24 | +19  |
| 4    | Linfield FC T    | 44  | 26 | 14 | 2 | 10 | 54 | 40 | +14  |
| 5    | Ballymena United | 43  | 26 | 12 | 7 | 7  | 37 | 25 | +12  |
| 6    | Bangor FC        | 38  | 26 | 11 | 5 | 10 | 26 | 22 | +4   |
| 7    | Newry Town       | 37  | 26 | 11 | 4 | 11 | 42 | 37 | +5   |
| 8    | Cliftonville FC  | 35  | 26 | 9  | 8 | 9  | 37 | 39 | -2   |
| 9    | Larne FC         | 31  | 26 | 8  | 7 | 11 | 29 | 38 | -9   |
| 10   | Carrick Rangers  | 30  | 26 | 8  | 6 | 12 | 33 | 36 | -3   |
| 11   | Coleraine FC     | 30  | 26 | 8  | 6 | 12 | 36 | 44 | -8   |
| 12   | Ards FC          | 21  | 26 | 5  | 6 | 15 | 25 | 44 | -19  |
| 13   | Crusaders FC     | 20  | 26 | 4  | 8 | 14 | 27 | 55 | -28  |
| 14   | Distillery FC    | 20  | 26 | 4  | 8 | 14 | 27 | 63 | -36  |

| Légende : Qualifications et relégations | Légende : Qualifications et relégations                                      |
| --------------------------------------- | ---------------------------------------------------------------------------- |
|                                         | Coupe d'Europe des Clubs champions 1990-1991                                 |
|                                         | Coupe d'Europe des vainqueurs de coupe 1990-1991                             |
|                                         | Coupe UEFA 1990-1991                                                         |
|                                         | Relégation en deuxième division                                              |
|                                         | T : Tenant du titre C : Vainqueurs de la Coupe d'Irlande du Nord de football |

## Bilan de la saison
| Tableau d'Honneur                         |              |
| Compétition                               | Vainqueur    |
| Championnat d'Irlande du Nord de football | Portadown FC |
| Coupe d'Irlande du Nord de football       | Glentoran FC |

| Promotions et relégations |                                |
| Relégués                  | Aucun                          |
| Promus                    | Ballyclare Comrades Omagh Town |

## Statistiques

### Meilleur buteur
1. Martin McGaughey, Linfield FC, 19 buts